# Erik Nordström (postdirektör)
Erik Nordström, född 14 september 1884 i Bureå i  Skellefteå landsförsamling, död 19 februari 1971 i Stockholm, var en svensk postman verksam vid postverket i Kina 1910–1945.
Erik Nordström var son till disponenten Carl-Erik Nordström och Anna Maria Berghmark samt gift med Tuttie Berghmark. Efter att ha genomgått Sundsvalls handelsinstitut hade han kontorsanställningar i England och Tyskland 1905–1908 samt i Sverige 1908–1910. Från 1910 var han anställd vid postverket i Kina.
De första åren var han assisterande personlig sekreterare till generalpostdirektören i Peking men blev sedan distriktskassör i Guangdong, Guizhou och Yunnan 1915–1916. Han hade sedan högre administrativa tjänster dels vid generalpoststyrelsen i Peking, dels i större städer i provinsen. Han blev postdirektör i Shanxi 1925, i Guangzhou (Kanton) 1931 och i Shandong 1935–1945. Han ingick i den kinesiska delegationen vid Världspostföreningens kongress i Stockholm 1924.
Efter pensioneringen 1945 bodde han i Qingdao men återkom till Sverige 1948.
Nordström var riddare av Nordstjärneorden och av Vasaorden samt innehade fem kinesiska ordensutmärkelser.
Under sin tid i Kina skapade Nordström en samling med kinesiska konstföremål. Delar av den har skänkts till Etnografiska museet i Stockholm.